# Șosetă

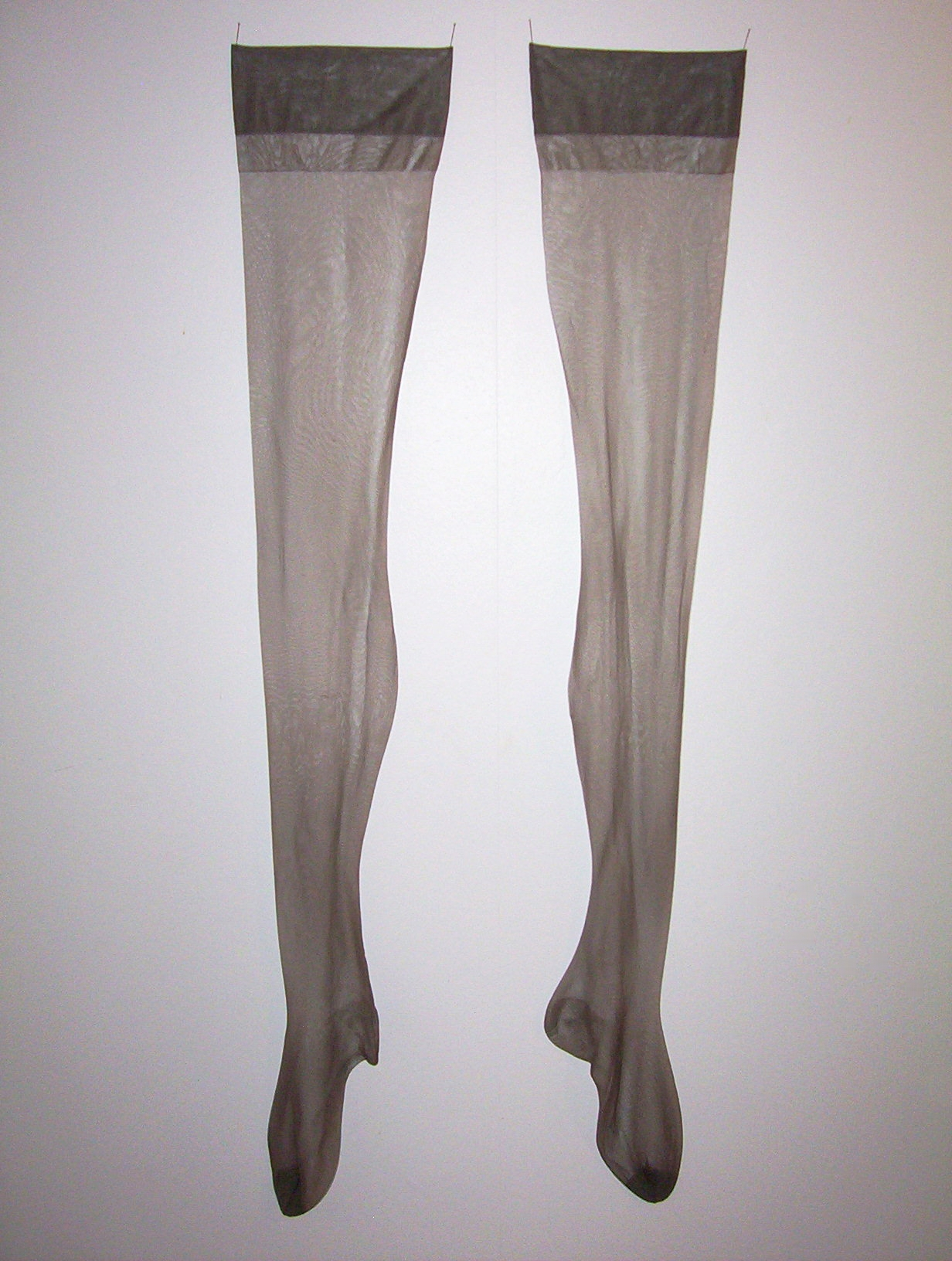
Ciorapi

Șoseta este un fel de ciorap scurt care acoperă piciorul până deasupra gleznei. Astăzi, șosetele lungi sunt purtate adesea de către femei.